# Miếu Thạch thần tướng quân
Miếu Thạch thần tướng quân (石神將軍廟) còn gọi là đình Trung Hậu là miếu thờ hai vị tướng nhà Nguyễn là Nguyễn Văn Thành và Lê Văn Duyệt, được xây dựng vào thời Tự Đức và tu sửa vào năm 1925 và 1967. Miếu hiện tại nằm ở số 2 Nhật Lệ, thành phố Huế.

## Lịch sử
Ngôi miếu đơn giản với bình đồ chữ nhật cỡ 5x7 mét. Một cửa giữa bốn lá và một cửa hông. Liên ba giữa có hoành phi với 4 chữ Hán thếp vàng “名高天古” (Danh cao thiên cổ), có lạc khoản “愷定十年” (Khải Định năm thứ 10) cho biết bức hoành có niên đại 1925, với nội dung ca ngợi hai vị đại công thần. Toàn bộ đồ tự khí quá thô sơ, riêng hai tượng đá rất độc đáo. 
Tượng Nguyễn Văn Thành với mũ cánh chuồn (quan văn) nhưng bị mất cánh phải. Bài vị trước tượng có dòng lạc khoản, chỉ ngày tháng bắt đầu an vị tượng thờ: “嘉隆 …十六年五月八日” (Gia Long năm thứ 16, ngày 8 tháng 5). Tượng Lê Văn Duyệt với mũ quan võ. Bài vị trước tượng có dòng lạc khoản “明命 …十三年七月” (Minh Mạng năm thứ 13 tháng 7…).
Khi mới xây dựng, hướng của miếu quay về phía tây nam. Năm 1967, tỉnh trưởng Thừa Thiên kiêm thị trưởng Thị xã Huế lúc đó là Trung tá Phan Văn Khoa đã xoay hướng ngôi miếu về hướng tây bắc khi trùng tu miếu. Hiện miếu trong tình trạng xuống cấp.